# Västsvenska paketet

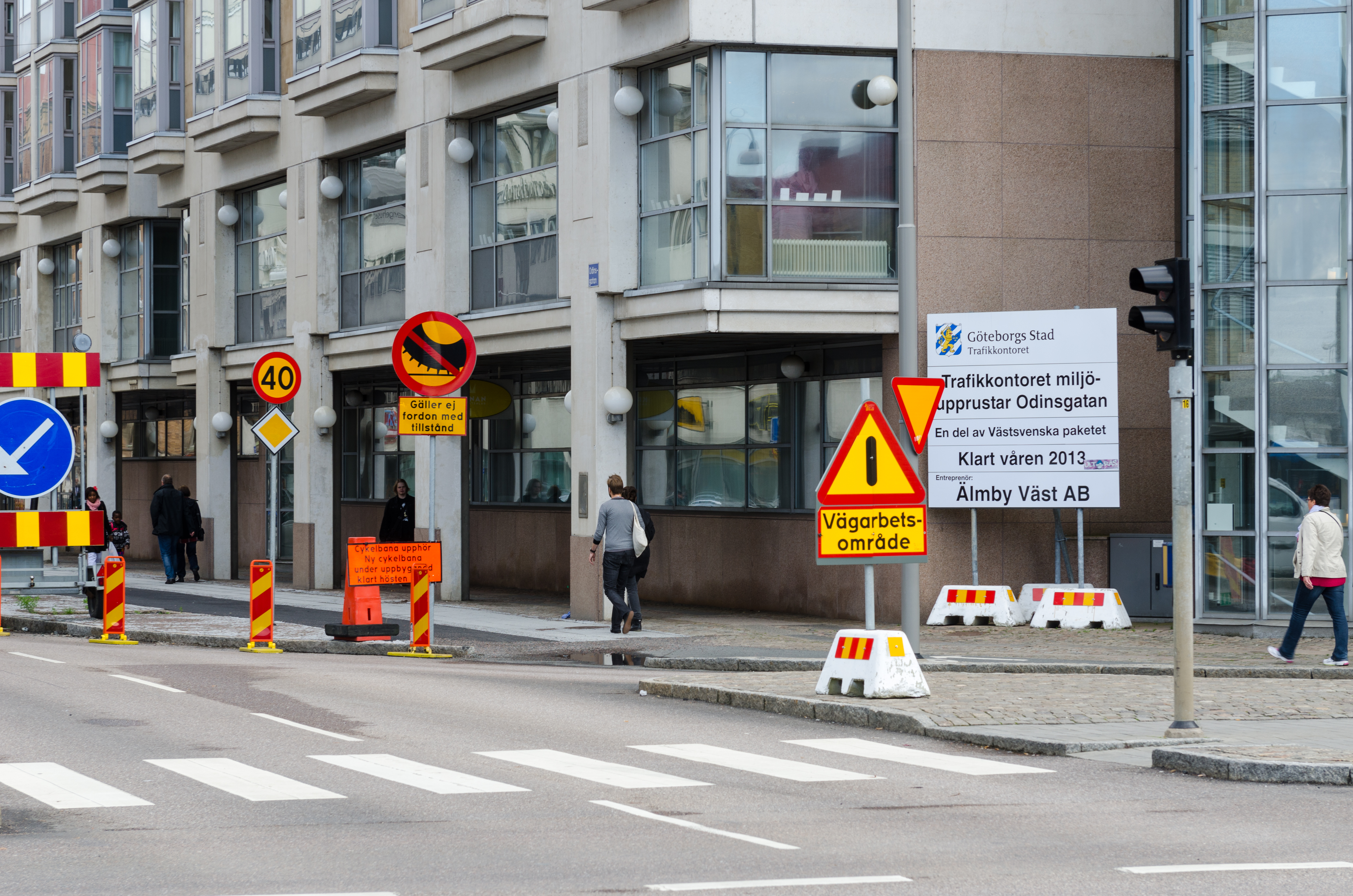
Upprustning av Odinsgatan i september 2012
- en del av Västsvenska paketet.

Västsvenska paketet, tidigare Västsvenska infrastrukturpaketet, innehåller till största delen projekt i Göteborg med stora satsningar på pendeltågstunnel, vägtunnel och -bro samt trimningsåtgärder inom kollektivtrafiken.
Syftet är att trots en allt större arbetsmarknadsregion med fler längre resor, ska de tillkommande resorna i huvudsak ske med kollektiva transportmedel som ett sätt att bromsa biltrafikens negativa effekter på miljön samt minska sårbarheten i transportsystemen.
Västsvenska paketet är ett samarbete mellan staten genom Trafikverket, som är huvudman för de flesta projekten, Göteborgs kommun, Västra Götalandsregionen, Region Halland, Västtrafik och Göteborgsregionens kommunalförbund. De två sistnämnda bidrar dock inte med någon finansiering i paketet. De första avtalen tecknades i november 2009 och mars 2010.

## Visionen bakom Västsvenska paketet
Västsverige med Göteborg som kärna, ska vara en attraktiv, hållbar och växande region. Utgångspunkten är att:
- den lokala arbetsmarknadens folkmängd ökar från knappt 1 miljon personer år 2009, till 1,5 miljoner år 2020[2]
- regionens kärna – Göteborgs centrala delar – stärks genom en kraftfull utbyggnad och ökad tillgänglighet
- utvecklingen i övrigt koncentreras utmed de fem huvudstråken till och från Göteborg

För att kunna skapa en god livsmiljö och förutsättningar för tillväxt behöver kollektivtrafik, järnvägar och vägar utvecklas, dvs. en omställning till ett mer hållbart transportsystem. För att uppnå detta krävs:
- en attraktiv kollektivtrafik med hög kapacitet
- ett järnvägssystem med hög kapacitet
- att näringslivets transporter blir mer tillförlitliga

## Paketets innehåll

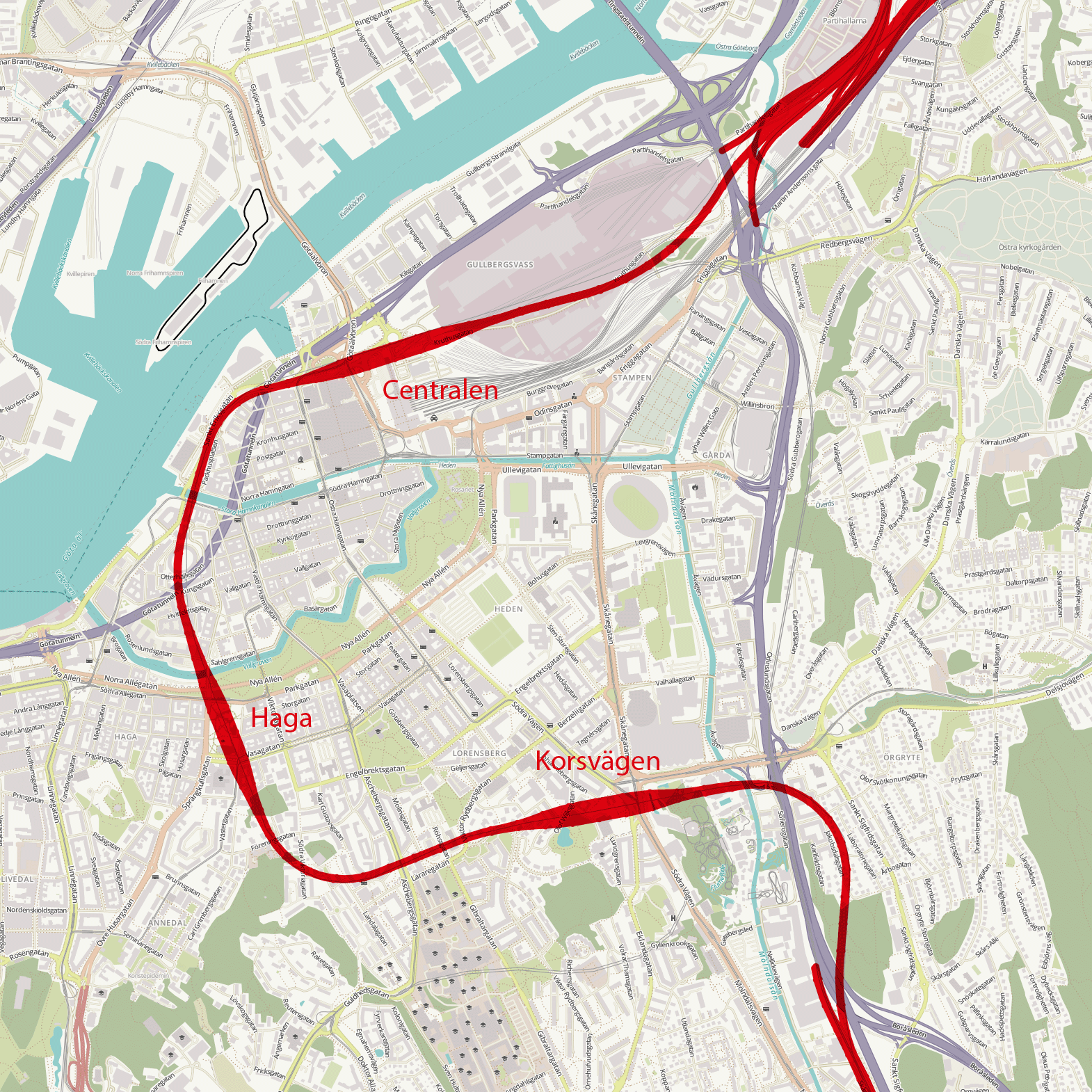
Västlänken är en del av västsvenska paketet.

Med start 2010 och fram till år 2028 planeras en rad infrastruktursatsningar.
I paketet ingår:
| * Västlänken        | - ca 6 kilometer lång dubbelspårig pendeltågstunnel under centrala Göteborg |
| * Marieholmstunneln | - vägtunnel under Göta älv                                                  |
| * Ny Göta älvbro    | - viktig central älvförbindelse                                             |
| * K2020             | - fördubblat kollektivtrafikresande till år 2025                            |
| * Riktade åtgärder  | - ökad framkomlighet och trafiksäkerhet samt minskad miljöpåverkan          |
| * Trimningsåtgärder | - små och effektiva åtgärder på vägnätet                                    |
| * DART              | - ITS-åtgärder i vägnätet                                                   |
| * Stimulansåtgärder | - för övergång till fler miljövänligare resor                               |

## Finansiering
Finansieringen av paketet är än så länge uppdelad i två block, med belopp uttryckt i 2009 års prisnivåer som räknas upp med KPI.
| Västsvenska paketet |                           |                  |
| Finansiering via    | Finansiering via          | Andel            |
|                     | Staten                    | 50,0% (17 mdkr)  |
|                     | Trängselskatt (netto)     | 41,2% (14 mdkr)  |
|                     | Göteborgs kommun          | 3,7% (1,25 mdkr) |
|                     | Västra Götalandsregionen  | 2,4% (0,82 mdkr) |
|                     | Realisering av markvärden | 2,2% (0,75 mdkr) |
|                     | Region Halland            | 0,5% (0,18 mdkr) |
| Totalt              | Totalt                    | 34 mdkr          |

| Information | Diagrammet är tillfälligt inaktiverat. Grafer inaktiverades den 18 april 2023 på grund av programvaruproblem. Arbete pågår för att ta fram ett nytt verktyg. |

Den 1 januari 2015 höjdes trängselskatten med mellan 12 och 22 procent.

## Trängselskatt

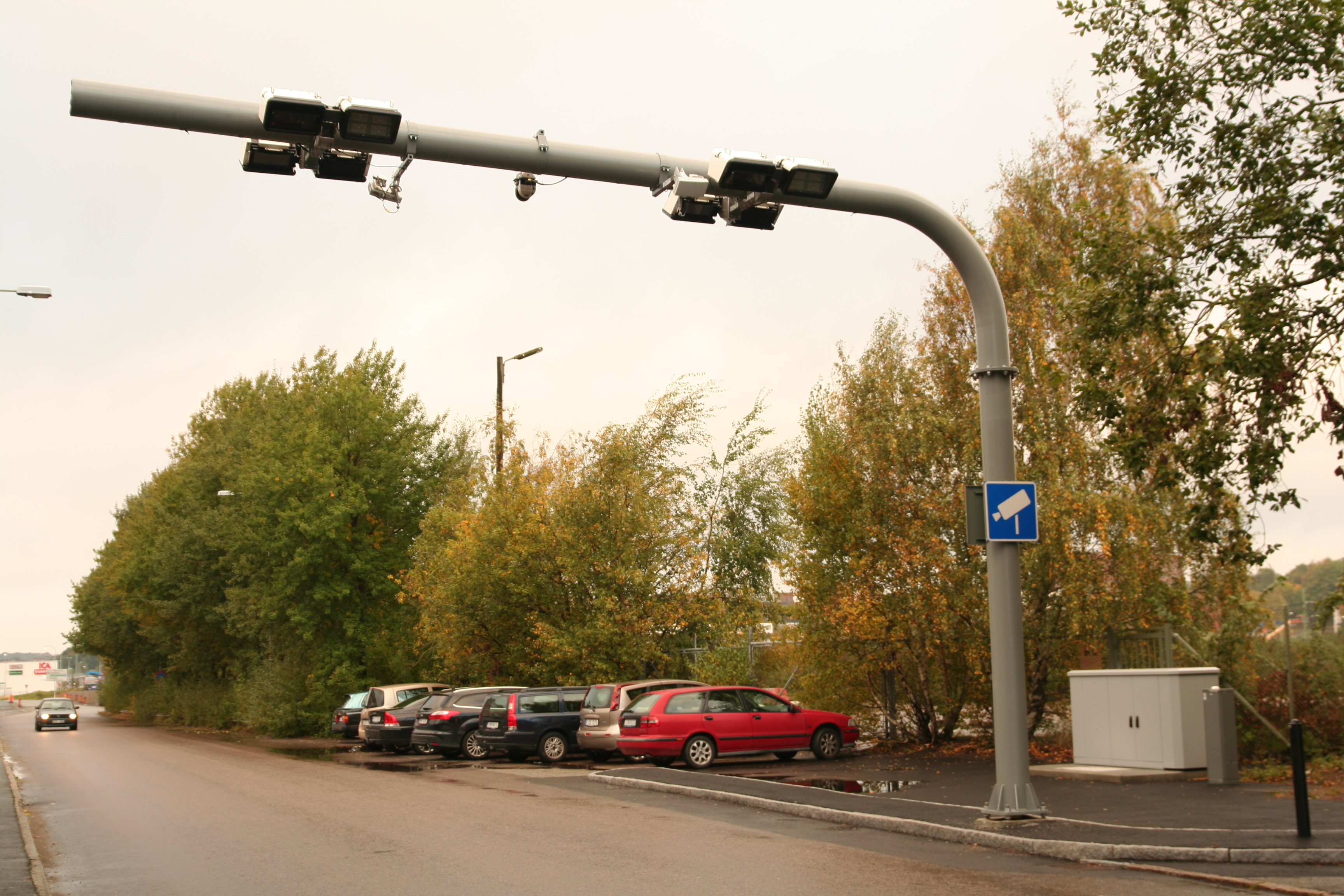
Betalstationen på Polstjärnegatan på Lindholmen.

Våren 2012 beslutade Sveriges riksdag att trängselskatt i Göteborg skulle införas 1 januari 2013 för att minska trängseln och miljöpåverkan samt medfinansiera Västsvenska paketet. Riksdagens beslut föregicks av att Trafikverket den 6 oktober 2010 presenterade ett förslag till ändringar i tidigare tecknade avtal från november 2009 och mars 2010. Förändringarna innebar att trängselskatteområdet blev mindre med stora delar av Hisingen utanför, antalet betalstationer minskade från 45 till 38 st, skatt som varierar över vardagarnas timmar samt införande av en flerpassageregel med max skatt på 60 kr per dag och fordon.